# Photedes ochracea
Photedes ochracea là một loài bướm đêm trong họ Noctuidae.